# Sigvard Sivertsen
Sigvard Jakob Sivertse (Bergen, 27 februari 1881 - Bergen, 27 december 1963) was een Noors turner.
Tijdens de Olympische Zomerspelen 1908 won Sivertse de zilveren medaille in de landenwedstrijd.
Vier jaar later won Sivertse tijdens de Olympische Zomerspelen 1912 de gouden medaille in de landenwedstrijd vrij systeem.

## Olympische Zomerspelen
| Jaar | Plaats    | Resultaten                   |
| ---- | --------- | ---------------------------- |
| 1908 | Stockholm | landenwedstrijd vrij systeem |
| 1912 | Stockholm | landenwedstrijd vrij systeem |